# Львівський фаховий коледж харчової і переробної промисловості Національного університету харчових технологій
Львівський фаховий коледж харчової і переробної промисловості Національного університету харчових технологій (у 1999—2020 роках — Львівський державний коледж харчової і переробної промисловості Національного університету харчових технологій, до 1999 року — Львівський технікум харчової промисловості Міністерства сільського господарства і продовольства України) — заклад фахової передвищої освіти, розташований у Львові. Коледж є структурним підрозділом без права юридичної особи Національного університету харчових технологій.

## Історія
Львівський технікум харчової промисловості створений на базі комерційного ліцею у 1940 році згідно Постанови РНК УРСР від 11 червня 1940 року № 842 «Про організацію вищих і середніх спеціальних навчальних закладів у Західних областях УРСР». Вибух німецько-радянської війни технікум призупинив свою діяльність, а 1944 року технікум відновив її. За час свого існування технікум мав наступні зміни у назві та підпорядкуванні:
- вересень 1944 — 18 квітня 1949 роки — Львівський технікум смакової промисловості Міністерства смакової промисловості УРСР;
- 23 квітня 1949—1951 роки — Львівський технікум харчової промисловості Міністерства харчової промисловості УРСР;
- 1952 рік — технікум перебував у підпорядкуванні Міністерства легкої і харчової промисловості УРСР;
- 1953—1956 роки — Міністерство промисловості і продовольчих товарів УРСР;
- 1957—1965 роки — Львівський технікум харчової промисловості Львівського Раднаргоспу;
- 1966—1986 роки — Львівський технікум харчової промисловості Міністерства харчової промисловості;
- 1986—1993 роки — Львівський технікум харчової промисловості Комітету хлібопродуктів УРСР;
- 1993—1999 роки — Львівський технікум харчової промисловості Міністерства сільського господарства і продовольства України.

Від 13 серпня 1999 року — Львівський технікум харчової промисловості перейменований у Львівський державний коледж харчової і переробної промисловості Міністерства аграрної політики України. Розпорядженням Кабінету Міністрів України від 22 вересня 2004 року коледж передано до сфери управління Міністерства освіти і науки України. Згідно з наказом Міністерства освіти і науки України № 910 від 2 грудня 2004 року коледж став структурним підрозділом Національного університету харчових технологій. Відповідно до наказу МОН України № 538 від 22 квітня 2020 року Львівський державний коледж харчової і переробної промисловості Національного університету харчових технологій перейменовано на — Відокремлений структурний підрозділ «Львівський фаховий коледж харчової і переробної промисловості Національного університету харчових технологій».

## Спеціальності
Нині коледж готує фахових молодших бакалаврів з шістьох спеціальностей на денному та заочному відділеннях, де навчається близько 1000 студентів, зокрема:
- Маркетинг;
- Облік і оподаткування;
- Галузеве машинобудування (за спеціалізацією «Експлуатація та ремонт обладнання харчових виробництв»);
- Харчові технології (за спеціалізаціями «Виробництво харчової продукції», «Виробництво хліба, кондитерських, макаронних виробів і харчоконцентратів», «Бродильне виробництво і виноробство»);
- Готельно-ресторанна справа;
- Комп`ютерні науки (за спеціалізацією «Обслуговування програмних систем і комплексів»).

На базі коледжу працює Львівська філія Національного університету харчових технологій, що проводить підготовку спеціалістів на базі освітньо-кваліфікаційного рівня «молодший спеціаліст».

## Керівництво
- Директор — Григорців Михайло Володимирович[4], кандидат економічних наук, доцент, заслужений працівник освіти України.